# ブラッド・バリット
ブラッド・バリット（Brad Barritt、1986年8月7日 - ）は、南アフリカ・ダーバン出身の元ラグビーユニオン選手。イングランド代表。

## プロフィール
- ポジションはセンター(CTB)。
- 身長 185cm、体重 101kg
- イングランド代表キャップは26（2020年6月現在）でラグビーワールドカップ2015のイングランド代表に選ばれた[1]。
- ブリティッシュ・アンド・アイリッシュ・ライオンズに選ばれたことがある[2]。

## 略歴
シャークス、シャークスを経て、2008年、サラセンズに加入。
2016年、サラセンズの主将に就任した。